# Mrągowo
Mrągowo (tyska: Sensburg) är en stad i Ermland-Masuriens vojvodskap i nordöstra Polen. Mrągowo hade 22 190 invånare år 2013.

## Historia
Orten hette tidigare Sensburg och var då kretsstad i det preussiska regeringsområdet Allenstein
i Ostpreussen. Orten hade 6 492 invånare 1910. 